# 王志忠 (1953年)
王志忠，（1953年—），曾多次被评为劳动模范。曾任天津物产集团党委书记、董事长（正厅级）。
2015年4月，王志忠因严重违纪违法被开除党籍和行政开除。
2011年至2014年每年春节前，时任天津市公安局局长武长顺为感谢王志忠利用天津物产集团为武长顺控制的公司违规提供融资担保，先后四次委托其亲属张某某分别在天津市两家酒店送给王志忠现金共计190万元。